# 5. armadna oblast (Kraljevina Jugoslavija)
5. armadna oblast je bil štab, ki je nadzoroval vojaške enote v moči armade in je deloval v okviru Kraljevine Jugoslavije.
Armadna oblast je bila lokacirana v Nišu.

## Organizacija
1. september 1939
- Moravska divizija (Niš)

- 1. pehotni polk (Vranje)
- 3. pehotni polk (Pirot)
- 16. pehotni polk (Niš)
- 10. samostojni artilerijski divizion (Niš)
- 26. artilerijski polk (Aleksinac)

- Timoška divizija (Zaječar)

- 9. pehotni polk (Negotin)
- 14. pehotni polk (Knjaževac)
- 20. pehotni polk (Zaječar)
- 20. samostojni artilerijski divizion (Knjaževac)
- 4. artilerijski polk (Zaječar)

- Šumadijska divizija (Kragujevac)

- 4. pehotni polk (Užice)
- 12. pehotni polk (Kruševac)
- 19. pehotni polk (Kragujevac)
- 3. samostojni artilerijski divizion (Kragujevac)
- 19. artilerijski polk (Čačak)

- Artilerijski polk Niš
- Avtomobilski polk Niš